# Pakor I. Perzijski
Pakor I., lahko tudi Pakoros I., je bil kralj Perzije (Farza), ki je vladal v prvi polovici 1. stoletja n. št.  kot vazal Partskega cesarstva, * ni znano, † ni znano.
Za Pakorja II. je znano, da je na svojih kovancih nosil enako pričesko kot partski kralj Fraat III. (vladal 69–57 pr. n. št.).